# The Redemption
The Redemption es el segundo álbum de estudio de la cantante pop Brooke Hogan. Su fecha de lanzamiento fue el 21 de julio de 2009 en los Estados Unidos. El primer sencillo del álbum fue "Falling" con la colaboración del rapero Stack$. El álbum fue grabado en Los Ángeles, California, con el productor Scott Storch. El álbum fue lanzado mediante el sello discográfico independiente SoBe Entertainment. Contiene colaboraciones con Stack$, Colby O'Donis, Fabolous, T-Pain, Flo Rida. Los temas "Hey Yo!" y "Ruff Me Up" ha recibido críticas favorables de parte de los fanes y de los críticos.

## Lista de canciones
| #   | Título                           | Compositor(es)                                            | Productor(es)              | Tiempo |
| --- | -------------------------------- | --------------------------------------------------------- | -------------------------- | ------ |
| 1.  | "Intro"                          | K. Pittman, Y. Barker                                     | Keith "Mizzle Boy" Pittman | 1:01   |
| 2.  | "Strip"                          | B. Hogan, D. Allen                                        | Derek Allen                | 3:16   |
| 3.  | "Hey Yo! (con Colby O' Donis)"   | K. Pittman, C. Colon, C. Harris, Jr., B. Hogan, Y. Barker | Keith "Mizzle Boy" Pittman | 3:38   |
| 4.  | "Trust Me (con Urban Mystic)"    | B. Hogan, T. James                                        | Trevor "Baby G" James      | 3:45   |
| 5.  | "Falling (con Stack$)"           | B. Hogan, D. Allen                                        | Derek Allen                | 3:04   |
| 6.  | "All I Want Is You"              | K. Gioia, M. Goodman                                      | Ken Gioia, Shep Goodman    | 3:26   |
| 7.  | "Dear Mom…"                      | B. Hogan, R. Díaz                                         | Raymond "Sarom" Díaz       | 4:35   |
| 8.  | "Handcuffed"                     | B. Hogan, J. Hancock                                      | Jared Hancock              | 3:37   |
| 9.  | "Ruff Me Up (con Flo Rida)"      | B. Hogan, R. Díaz, T. Dillard                             | Raymond "Sarom" Díaz       | 3:13   |
| 10. | "BeDDable"                       | B. Hogan, W. Felder                                       | Warren "Oak" Felder        | 3:57   |
| 11. | "You’ll Never Be Like Him"       | A. Accetta, M. Ventrice                                   | Aaron Accetta              | 3:09   |
| 12. | "One That Got Away (con Stack$)" | B. Hogan, Y. Barker, J. Hancock                           | Jared Hancock              | 3:33   |
| 13. | "Redemption"                     | B. Hogan, K. Pittman                                      | Keith "Mizzle Boy" Pittman | 3:54   |
| 14. | "Finish Line"                    | B. Hogan, K. Pittman                                      | Keith "Mizzle Boy" Pittman | 3:33   |